# Puigverd d'Agramunt
Puigverd d'Agramunt és un municipi de Catalunya situat a la comarca de l'Urgell. És a la dreta del riu Sió, al voltant de les restes de l'antic castell de Puigverd. L'església parroquial és dedicada a sant Pere. El lloc pertanyia a la fi de l'antic règim als marquesos de Santa Maria de Barberà. El topònim és l'aglutinació de «puig» i «verd», escrit amb grafia antiga fonètica Puigvert, forma que es va ser oficial fins al 1983.
Hi ha masies com Masia Ramonillo o la Masia Flaressa.

## Geografia
- Llista de topònims de Puigverd d'Agramunt (Orografia: muntanyes, serres, collades, indrets..; hidrografia: rius, fonts...; edificis: cases, masies, esglésies, etc).

## Demografia
| 1497 f | 1515 f | 1553 f | 1717 | 1787 | 1857 | 1877 | 1887 | 1900 | 1910 |
| ------ | ------ | ------ | ---- | ---- | ---- | ---- | ---- | ---- | ---- |
| 37     | -      | 44     | 86   | 329  | 560  | 552  | 579  | 551  | 471  |

| 1920 | 1930 | 1940 | 1950 | 1960 | 1970 | 1981 | 1990 | 1992 | 1994 |
| ---- | ---- | ---- | ---- | ---- | ---- | ---- | ---- | ---- | ---- |
| 504  | 463  | 452  | 403  | 364  | 310  | 252  | 243  | 250  | 250  |

| 1996 | 1998 | 2000 | 2002 | 2004 | 2006 | 2008 | 2010 | 2012 | 2014 |
| ---- | ---- | ---- | ---- | ---- | ---- | ---- | ---- | ---- | ---- |
| 223  | 218  | 243  | 253  | 244  | 268  | 284  | 275  | 273  | 259  |

| 2016 | 2018 | 2020 | 2022 | 2024 | 2026 | 2028 | 2030 | 2032 | 2034 |
| ---- | ---- | ---- | ---- | ---- | ---- | ---- | ---- | ---- | ---- |
| 237  | 231  | 229  | 253  | 240  | -    | -    | -    | -    | -    |